# Ракла
Ракла (позната и като скрин или сандък) е вид мебел, известен още от древността. Има форма на паралелепипед, с четири стени и капак отгоре, който се отваря и затваря. Раклата служи за складиране на скъпоценности, дрехи, които се предават от поколение на поколение, снимки и други. По време на Ренесанса в Италия, раклите са изпъстрени с рисунки и дърворезба. В приказки и легенди пиратите винаги заравят съкровищата си в ракли. В миналото раклите са се ползвали също така за съхранение на зестрата. Изработват се от дърво, много по-рядко от метал. За да се запазят скъпоценностите от кражба, често раклите се заключват с катинар. В днешно време почти са излезли от употреба и могат да се видят предимно в музеите.